# Haewoojae
Haewoojae (해우재, auch Mr. Toilet House) dürfte das einzige Gebäude der Welt sein, welches die Form einer Toilette besitzt. Es war das Wohnhaus von Sim Jae-Duck im südkoreanischen Suwon, der sich sehr für die Verbreitung hygienischer Sanitäranlagen engagiert, weil weltweit Millionen Menschen jedes Jahr durch Infektionen ausgelöst durch unzureichende Sanitäranlagen sterben. Haewoojae ist eine zweistöckige Villa aus Stahl und Glas mit einer Grundfläche von 419 Quadratmetern, welche 2007 für umgerechnet 1,1 Millionen Euro errichtet wurde. Nach dem Tod von Sim Jae-duck 2009 wurde das Haus zu einem Museum umgebaut.